# Kristi uppståndelses kyrka, Zorino
Kristi uppståndelses kyrka (ryska: Церковь Воскресения Христова; translitteration: Tserkov Voskresenija Hristova; kyrkslaviska bokstäver: Це́рковь Воскресе́нїѧ Христова) är en övergiven rysk-ortodox kyrkobyggnad belägen i byn Zorino i Rjazan oblast, i den europeiska delen av Ryssland.
Kyrkan är helgad åt Kristi uppståndelse och tillhör Moskvas stift.

## Bilder

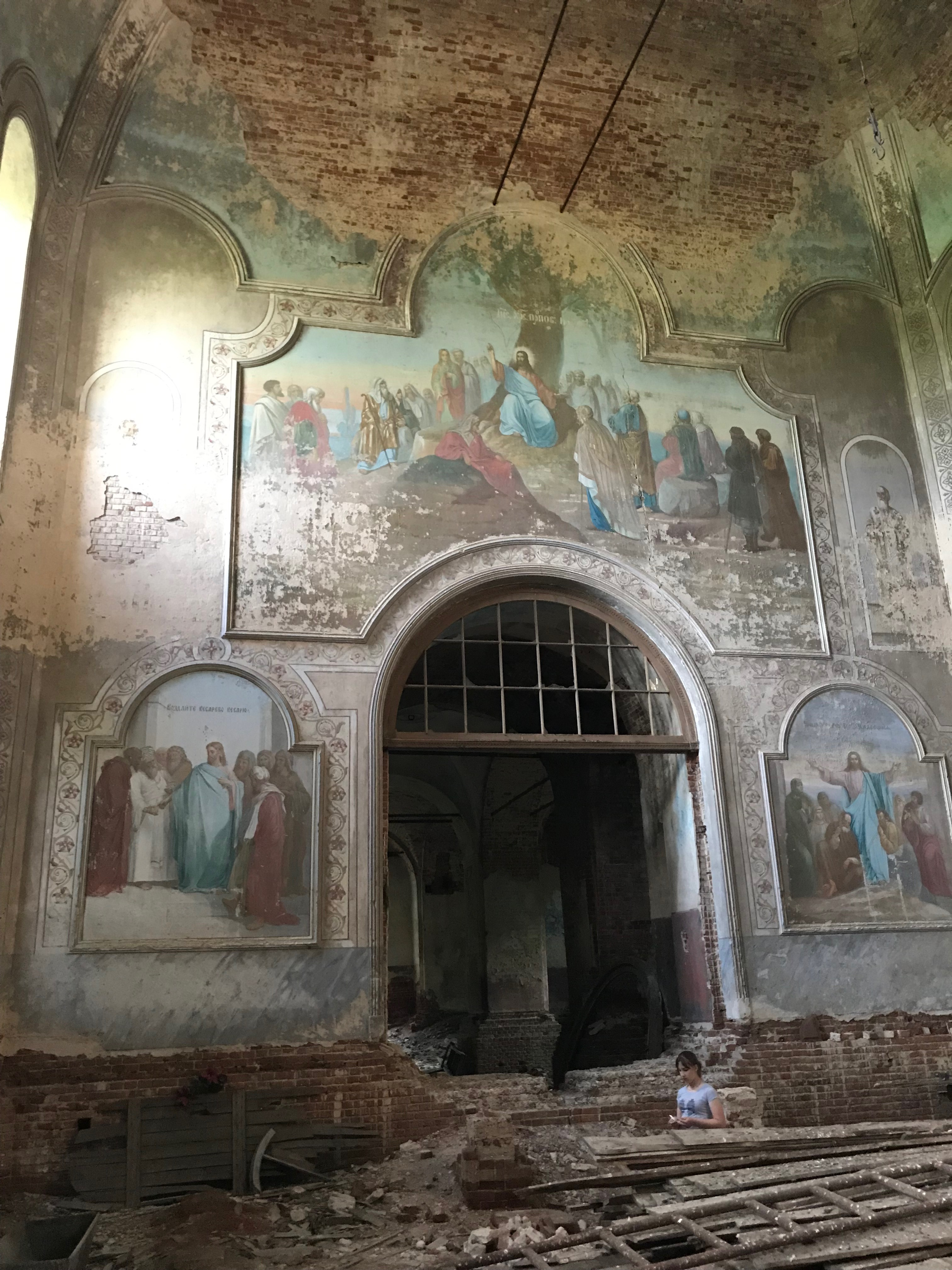
Kyrkans interiör.
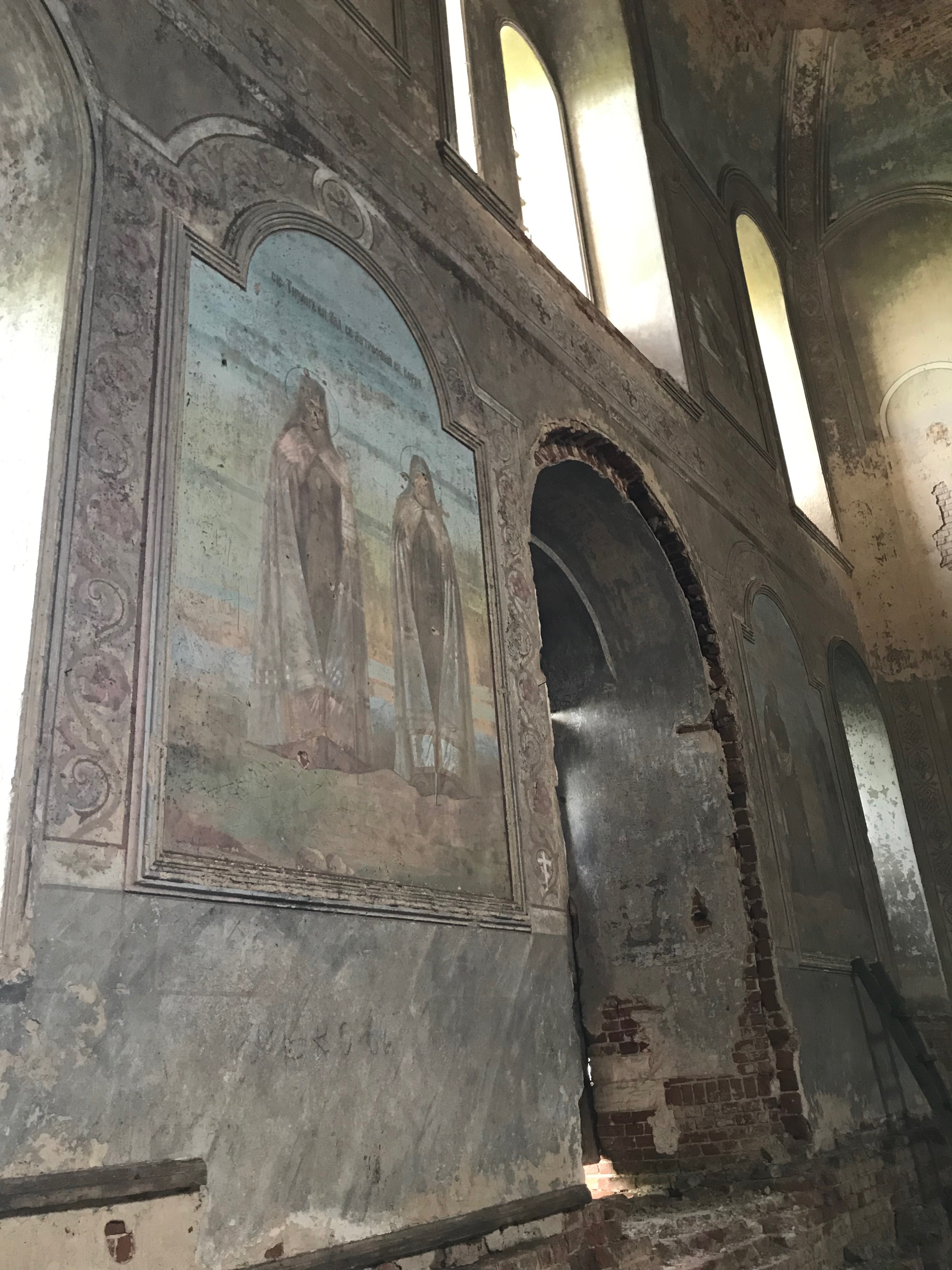
Interiören.
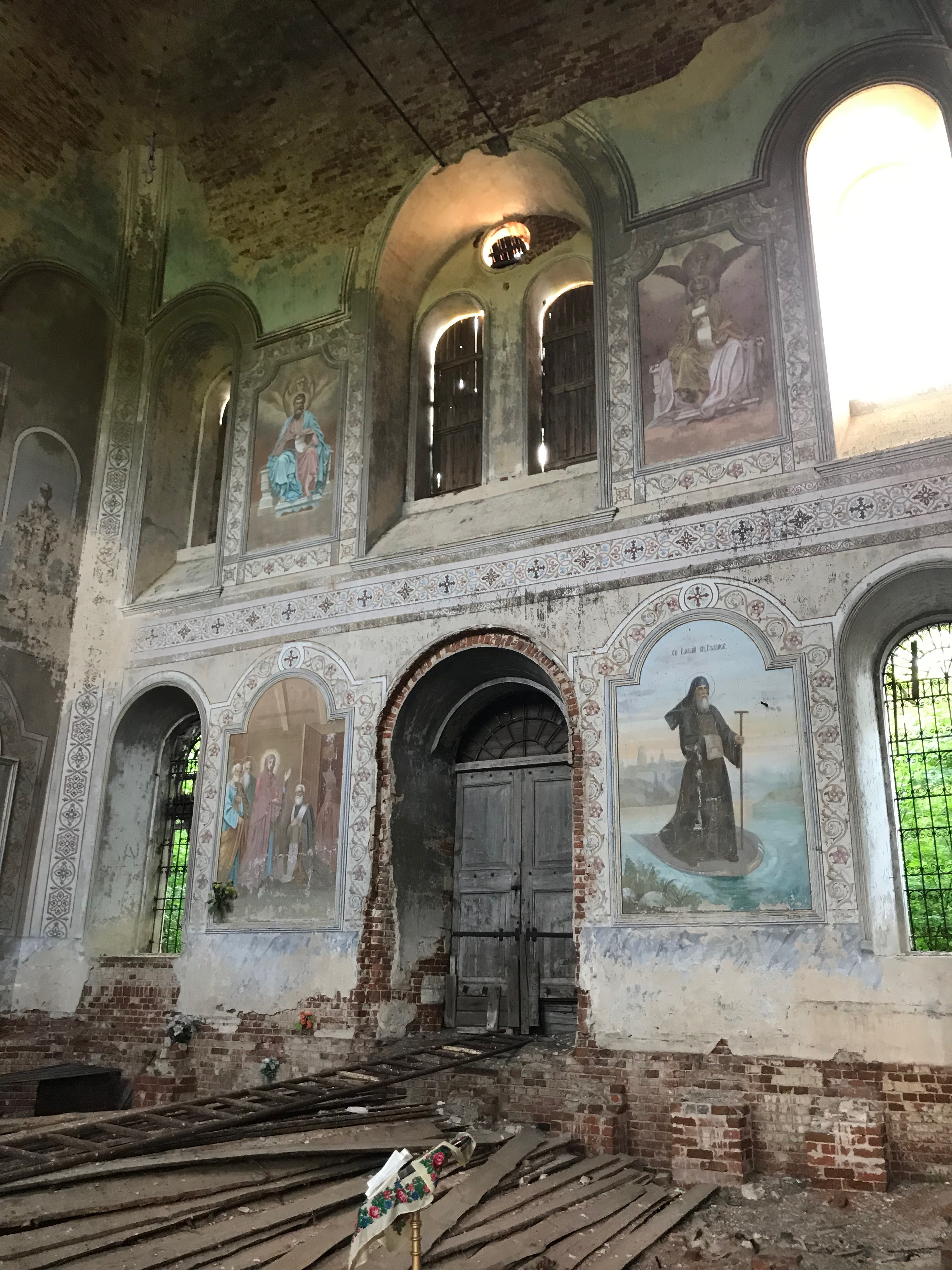
Interiören.